# Густожин — Одолянув
Густожин — Одолянув — трубопровід, котрий з'єднав два головні польські газотранспортні коридори, призначені для транспортування блакитного палива між різними регіонами країни.
У 1960—1970-х роках в газотранспортній системі Польщі сформувались два маршрути, котрі починались на південному сході від міста Ярослав та прямували на Варшаву (і далі Гданськ) та Силезію (і далі Щецин). Через кілька десятків років система руху блакитного палива по польській ГТС почала змінюватись — основний об'єм став надходити через газогін Ямал — Європа, відкрився інтерконектор з Німеччиною у Лясуві, а в середині 2010-х років запрацював термінал ЗПГ Свиноуйсьце. Враховуючи ці переміни, старі газотранспортні коридори з'єднали додатковою перемичкою Густожин — Одолянув, котра полегшує маневр ресурсом. Зазначений газопровід довжиною 168 км та діаметром 700 мм став до ладу в 2014 році.
Неподалік від обох кінцевих пунктів маршруту розташовані підземні сховища газу в Могильно та Вежховіце.